# Lithopoma americanum
Lithopoma americanum é uma espécie de molusco gastrópode marinho pertencente à família Turbinidae. Foi classificada por Gmelin, com o nome de Trochus americanus, em 1791. É nativa do oeste do oceano Atlântico.

## Descrição da concha e hábitos
Concha cônica, moderadamente nodulosa e estriada, com pouco mais de 3.5 centímetros, de coloração esbranquiçada ou creme, quando não está coberta com os organismos marinhos de seus bentos de origem. Opérculo branco, calcário. Abertura e região interna da concha nacarados.
É encontrada em águas rasas, em rochas e planícies de algas, pois é espécie herbívora.

## Distribuição geográfica
Lithopoma americanum ocorre no mar do Caribe, Belize, Golfo do México, Panamá, Pequenas Antilhas e sudoeste da Flórida.

## Taxonomia
Quando esta espécie se denominava Astraea tecta, esteve dividida em subespécies: Astraea tecta tecta (Lightfoot, 1786) e Astraea tecta americana (Gmelin, 1791); porém, atualmente, são duas espécies distintas: Lithopoma tectum e Lithopoma americanum, sendo esta última espécie distinguível de tectum por apresentar a superfície mais estriada e menos nodulosa, além da espiral mais alta.